# منشأة رضوان
قرية منشأة رضوان هي إحدى القرى التابعة لمركز أبو كبير في محافظة الشرقية في جمهورية مصر العربية. حسب إحصاءات سنة 2006، بلغ إجمالي السكان في منشأة رضوان 13855 نسمة، منهم 7192 رجل و6663 امرأة.